# Lytham Hall
Lytham Hall est une maison de campagne géorgienne du XVIIIe siècle située à Lytham, Lancashire, 1 milles ( Unité «  » inconnue du modèle {{Conversion}}.) du centre de la ville, dans un parc boisé. Il est inscrit sur la liste du patrimoine national de l'Angleterre et classé bâtiment de grade I, le seul dans l'arrondissement de Fylde.

## Histoire
Le manoir de Lytham est enregistré dans le Domesday Book de 1086 sous le nom de Lidun. Au XIIe siècle, il est donné aux moines bénédictins du Prieuré de Durham pour la fondation d'une cellule monastique, le Prieuré de Lytham. À la suite de la dissolution des monastères dans les années 1530, le prieuré de Lytham est accordé à Sir Richard Molyneux. En 1606, le terrain est acquis par le propriétaire foncier local Cuthbert Clifton, qui y construit une maison. Le descendant de Cuthbert, Thomas Clifton, remplace cette maison par la maison actuelle, qui est construite de 1757 à 1764 selon la conception de John Carr (architecte) (en) d'York. Pendant les deux siècles suivants, le domaine de Clifton, dans sa plus grande étendue, comprenait 8000 acres.

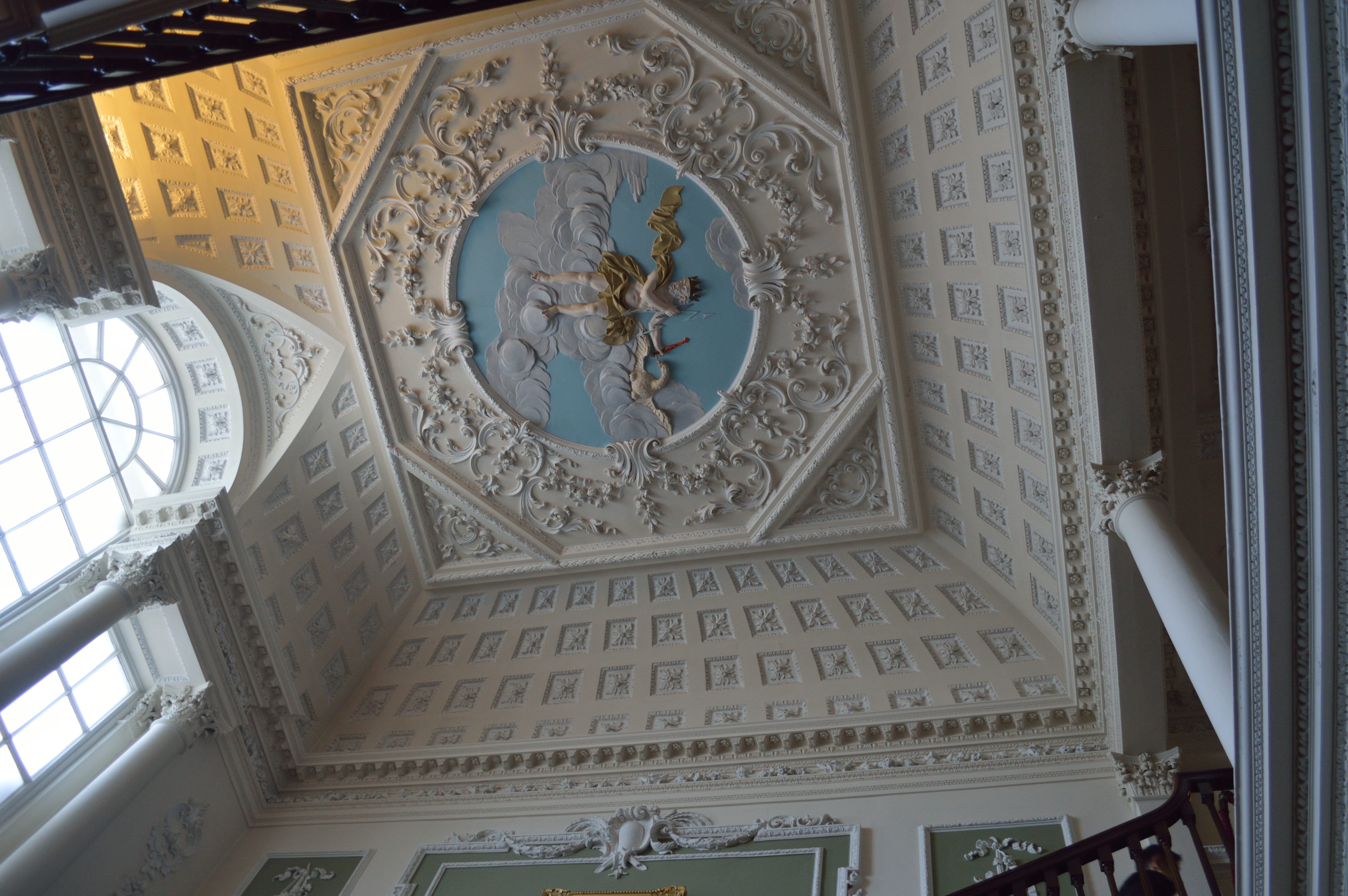
Plafond d'escalier, avec un relief central de Jupiter lançant des éclairs

La propriété de la propriété revient à John Clifton (1764–1832) et de là à son fils Thomas Joseph Clifton (1788–1851), qui remodèle en profondeur le domaine en agrandissant le parc environnant . Il passe par le colonel John Talbot Clifton (1819–1882), député du North Lancashire, à son petit-fils de 14 ans, John Talbot Clifton (1868–1928), sous la direction duquel le chemin de fer est construit le long de la limite sud du domaine. et une partie du terrain vendu pour le logement . Pendant la Première Guerre mondiale, la maison est utilisée comme hôpital militaire et après que les Clifton aient déménagé pour vivre en Irlande en 1919, puis en Écosse en 1922, la maison est quelque peu négligée. Clifton est un voyageur passionné et meurt en 1928 lors d'une expédition à Tombouctou avec sa femme, Violet Beauclerk. Elle écrit plus tard une biographie de son mari, publiée sous le titre The Book of Talbot, qui remporte le Prix James Tait Black en 1933  et est la dernière personne à vivre dans la maison. Leur fils producteur de films dilettante, Henry de Vere Clifton, dilapide une grande partie de la richesse de la famille et la maison est vendue à Guardian Royal Exchange Assurance en 1963 pour des bureaux .
Le 1er décembre 1965, Lytham Hall est inscrit bâtiment de grade I.
En 1997, Lytham Town Trust achète le bâtiment, avec l'aide d'un don de BAE Systems, et le loue ensuite à Heritage Trust pour le Nord-Ouest pendant 99 ans .

## Architecture

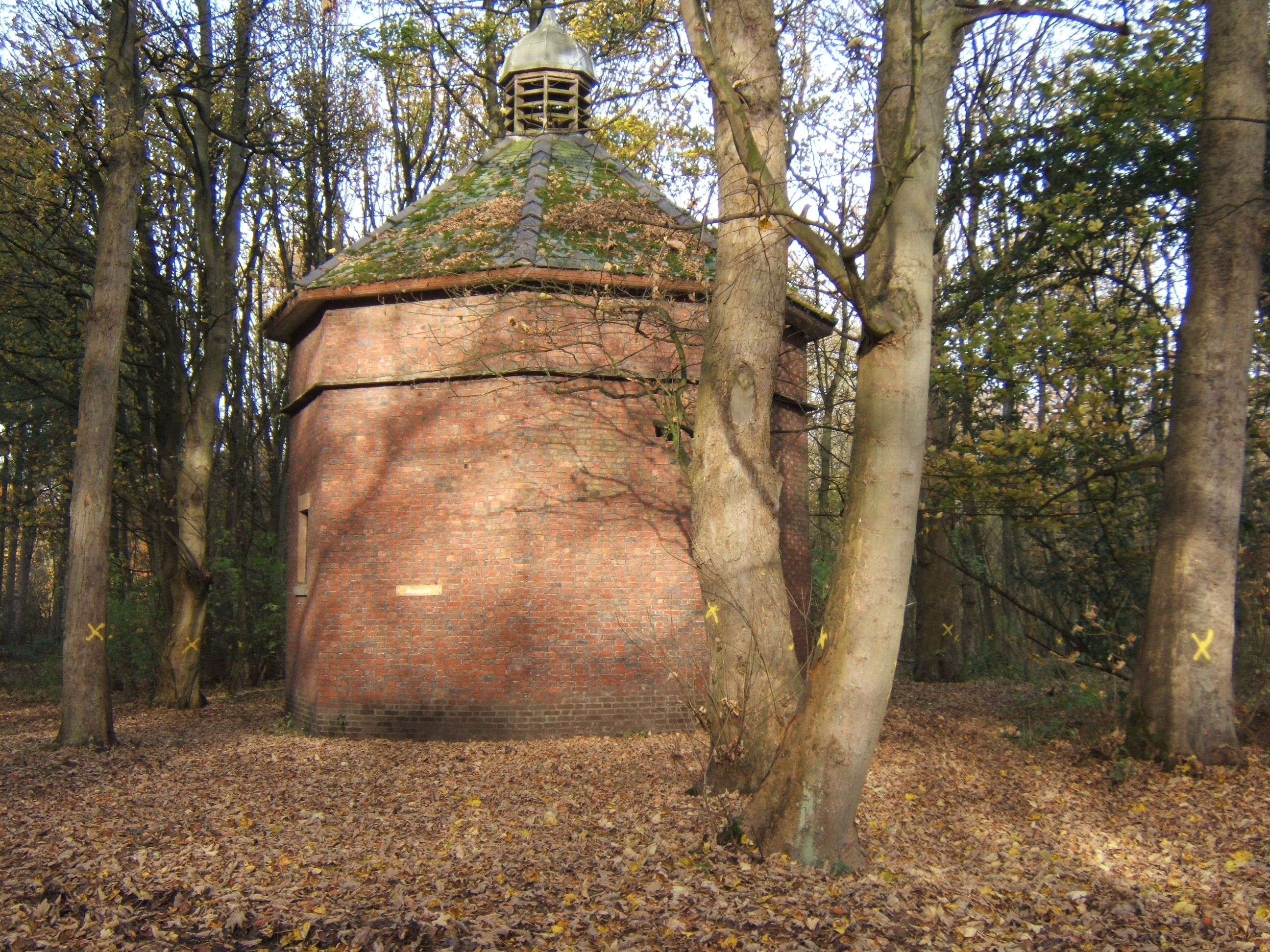
Pigeonnier arboré à l'arrière

Lytham Hall est construit dans le style néo-palladien de briques rouges en lien flamand, avec des pansements en pierre et des éléments en stuc. Il a trois étages sur un plan rectangulaire et symétrique et repose sur un socle en pierre. La façade avant se trouve à l'est; il a une travée centrale qui se prolonge légèrement vers l'avant et possède un fronton ionique. L'entrée principale est également à fronton et flanquée de colonnes doriques. Il y a quatre pilastres entre le premier étage et la corniche du toit. Les fenêtres du rez-de-chaussée sont à entourage Gibbs.
Contrairement aux maisons traditionnelles de style palladien dans lesquelles les salles de service et de service se trouvent au rez-de-chaussée (piano rustico) et les importantes pièces familiales au premier étage (piano nobile), les pièces principales de Lytham Hall se trouvent au rez-de-chaussée.
Dans le parc se trouvent plusieurs structures classées Grade II, notamment la Gatehouse, une grande écurie, un grand pigeonnier, les portes intérieures, une statue de Diane dans ce qui était autrefois un jardin à la française et un mur d'écran s'étendant au sud de l'aile ouest .